# إميل تشوبرنسكي
إميل تشوبرنسكي (بالبلغارية: Емил Чупренски)‏ (مواليد 14 سبتمبر 1960) هو ملاكم بلغاري، مثّل بلاده في الألعاب الأولمبية الصيفية 1988.

## روابط خارجية
إميل تشوبرنسكي على موقع بوكس ريك (الإنجليزية) (registration required)
- إميل تشوبرنسكي على موقع أوليمبيديا (الإنجليزية)